# Gisele Miró
Gisele Miró (Curitiba, 1º de novembro de 1968) é uma ex-tenista brasileira.
Fez história ao obter duas medalhas nos Jogos Pan-americanos de Indianápolis 1987, uma de ouro no individual e outra de bronze nas duplas mistas ao lado de Fernando Roese. Ela é também a primeira mulher brasileira a vencer uma partida em Jogos Olímpicos. Em 1988, então a 137 do mundo, Gisele venceu a número 22 do mundo, Helen Kelesi, do Canadá, por duplo 7/5.

## Trajetória
Gisele profissionalizou-se aos 19 anos de idade e participou de todos os Grand Slam do tênis no circuito feminino em sua carreira, conquistando dois títulos de simples e um de duplas. Em 1988 chegou a ser número 99° do mundo e 108° em duplas.
Além de disputar os Jogos Pan-Americanos de 1987 em Indianápolis, também participou dos Jogos Olímpicos de Seul em 1988. Quando foi convocada para os Jogos Pan-Americanos de 1991 em Havana, desentendeu-se com o técnico da equipe, Thomaz Koch, abandonando a Vila Olímpica e, logo em seguida, abandonou a carreira profissional, em 1992.

## Finais de torneios ITF (3–2)

### Simples: 2 (2–0)
| Legend               |
| -------------------- |
| $100,000 tournaments |
| $75,000 tournaments  |
| $50,000 tournaments  |
| $25,000 tournaments  |
| $10,000 tournaments  |

| Resultado | No. | Data                 | Torneio          | Superfície | Oponente na final | Placar da final |
| --------- | --- | -------------------- | ---------------- | ---------- | ----------------- | --------------- |
| Campeã    | 1.  | 7 de Abril de 1986   | Caserta, Itália  | Saibro     | Wiltrud Probst    | 6–3, 2–6, 6–3   |
| Campeã    | 2.  | 13 de Agosto de 1990 | Brasília, Brasil | Saibro     | Sabrina Giusto    | 6–1, 6–0        |

### Duplas: 3 (1–2)
| Legend               |
| -------------------- |
| $100,000 tournaments |
| $75,000 tournaments  |
| $50,000 tournaments  |
| $25,000 tournaments  |
| $10,000 tournaments  |

| Resultado   | No. | Data                 | Torneio            | Superfície | Parceiro      | Oponentes na final                    | Placar da final  |
| ----------- | --- | -------------------- | ------------------ | ---------- | ------------- | ------------------------------------- | ---------------- |
| Campeã      | 1.  | 7 de Abril de 1986   | Caserta, Itália    | Saibro     | Bettina Fulco | Wiltrud Probst Marianne van der Torre | 6–3, 6–3         |
| Vice-campeã | 2.  | 14 de Abril de 1986  | Monte Viso, Itália | Saibro     | Karin Moos    | Hana Fukárková Jana Novotná           | 1–6, 2–6         |
| Vice-campeã | 3.  | 4 de Outubro de 2008 | Curitiba, Brasil   | Saibro     | Isabela Miró  | Karen Castiblanco Aranza Salut        | 6–1, 2–6, [8–10] |

## Jogos Pan-Americanos

### Simples: 1 medalha (1 ouro)
| Posição | Ano  | Local        | Oponente      | Placar   |
| Ouro    | 1987 | Indianápolis | Adriana Isaza | 6–0, 6–2 |

### Duplas Mistas 1 medalha (1 bronze)
| Posição | Ano  | Campeonato   | Parceiro       | Oponentes                  | Placar            |
| Bronze  | 1987 | Indianápolis | Fernando Roese | Juan Pino Belkis Rodríguez | Não houve disputa |